# Jerzy Piasecki

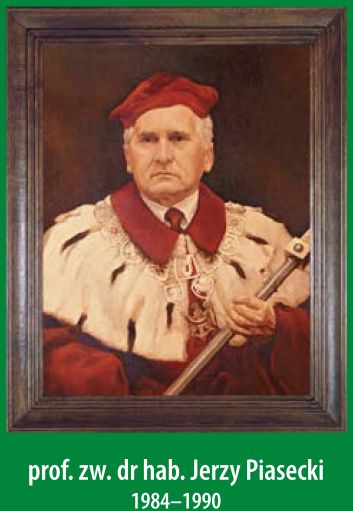
Obraz w sali Senatu Uczelni

Jerzy Piasecki (ur. 1 lutego 1926 w Turznie, zm. 16 listopada 2016 w Szczecinie) – polski profesor nauk rolniczych w zakresie chemii gleby.
Jerzy Piasecki studiował na Uniwersytecie Mikołaja Kopernika w Toruniu, otrzymując w 1952 dyplom magistra filozofii w zakresie chemii. Podczas studiów pracował jako nauczyciel w liceach ogólnokształcących w Nieszawie (1949-1951) i w Kowalu (1951-1952). Po studiach rozpoczął pracę naukowo-dydaktyczną w Katedrze Chemii Ogólnej Wyższej Szkole Rolniczej w Szczecinie, gdzie przeszedł przez wszystkie szczeble kariery akademickiej od stanowiska asystenta do profesora zwyczajnego. W 1963 otrzymał stopień doktora nauk rolniczych w zakresie chemii rolnej, a trzy lata później – doktora habilitowanego nauk rolniczych. Tytuł naukowy profesora nadzwyczajnego uzyskał w 1973, a tytuł profesora zwyczajnego – w 1982.
W latach 1967–1996 był kierownikiem Katedry Chemii Ogólnej. Przez dziesięć lat (1972–1982) był dyrektorem Instytutu Chemii i Przechowalnictwa. W latach 1967–1969 pełnił funkcję dziekana Wydziału Rolniczego, a w następnej kadencji prodziekana do spraw nauczania. Przez dwie kadencje pełnił funkcję rektora Akademii Rolniczej w Szczecinie (1984–1987 i 1987–1990) oraz funkcję przewodniczącego Kolegium Rektorów Uczelni Szczecina.
W pracy naukowej zajmował się zagadnieniami związanymi z chemią gleby. Prowadził prace badawcze dotyczące metabolizmu związków azotu, fosforu i wapnia w glebie. Inne prace dotyczyły oceny stopnia skażenia wybranych rejonów kraju pestycydami i metalami ciężkimi oraz opracowania nowych metod chromatograficznych, dotyczących oznaczania zawartości pestycydów w glebie. Opublikował jeden podręcznik, sześć skryptów, 83 oryginalnych prac naukowych i zrealizował 3 projekty KBN.
Prowadził zajęcia dydaktyczne ze studentami różnych kierunków studiów – nie tylko na Wydziale Rolniczym, ale także na innych wydziałach macierzystej uczelni. Na emeryturę przeszedł w 1996.  
Jerzy Piasecki został pochowany na Cmentarzu Centralnym w Szczecinie w kwaterze 47/21/18. 

## Nagrody i odznaczenia[2][4]
- Nagrody Ministra Nauki, Szkolnictwa Wyższego i Techniki: indywidualna nagroda II stopnia (1978), nagroda zespołowa II stopnia (1981), indywidualne nagrody I stopnia (1985, 1986, 1987, 1988, 1990)
- Nagroda Wojewody Szczecińskiego (1990)
- Krzyż Kawalerski Polonia Restituta (1974)
- Krzyż Oficerski Orderu Odrodzenia Polski (1984)
- Medal „Zasłużony Nauczyciel PRL” (1978)
- Medal Komisji Edukacji Narodowej (1978)
- Order Sztandaru Pracy II klasy (1989)